# Nathalie Becquart
Nathalie Becquart (Fontainebleau, 8 februari 1969) is een Franse zuster in de Rooms-Katholieke Kerk en lid van de congregatie La Xavière, Missionnaire du Christ Jésus, die zich inzet voor de christelijke opvoeding van jongeren.

## Levensloop
Zij is de oudste dochter van François-Xavier Becquart en van Marie-Christine Faucheur, in een gezin van vijf kinderen, met drie broers en een zus.
Zij is afgestudeerd aan de (École des hautes études commerciales de Paris) HEC Paris, studeerde filosofie en theologie aan het (Centre Sèvres) - Facultés jésuites de Paris, sociologie aan de (École des hautes études en sciences sociales) EHESS in dezelfde stad en specialiseerde zich in ecclesiologie met onderzoek naar de synodaliteit aan de 'Boston College School of Theology and Ministry' in de Verenigde Staten.
In 1992 presteerde zij een jaar vrijwilligerswerk in (Libanon), en daarna werkte zij gedurende twee jaren als consulente in de marketingcommunicatie.
In 1995 trad zij toe tot de congregatie 'La Xavière, Missionnaire du Christ Jésus': postulaat in Marseille (1995-96), noviciaat in Meudon (1996-98), eerste geloften (1995), eeuwige geloften (2006). Van 2012 tot 2018 was ze directeur van de Nationale Dienst voor de Evangelisatie van Jongeren en Roepingen van de Franse Bisschoppenconferentie (CEF) en sinds 2019 consulente van het secretariaat-generaal van de Bisschoppensynode.
In februari 2021 benoemde paus Franciscus haar als tweede secretaris van de synode van bisschoppen. Ze is hierdoor de eerste vrouw die stemrecht krijgt in de synode, een primeur in de kerkgeschiedenis.

## Onderscheidingen
In 2021 kreeg zij de hoogste en belangrijkste Franse nationale onderscheiding: Ridder in het  Légion d'honneur.

## Publicaties
- Naviguer avec Saint Ignace (2008)
- Cent prières pour traverser la tempête (2012)
- L'Evangélisation des jeunes, un défi (2013), Religieuse, pourquoi ? Cette vie en vaut la peine (2017)
- L'Esprit renouvelle tout ! (2020)
- Lo Spirito rinnova ogni cosa : Una pastorale giovane con i giovani (2020)
- C'est maintenant le temps favorable. Cinq regards de femmes sur la crise (2021);

benevens talrijke toespraken, vraaggesprekken en artikels.
- Bibliothèque nationale de France: cb166382720 (data)
- Gemeinsame Normdatei: 1247336964
- International Standard Name Identifier: 0000 0003 8451 9899
- Library of Congress Control Number: n2021069137
- Réseau des bibliothèques de Suisse occidentale: 02-A026952712
- Istituto Centrale per il Catalogo Unico: LIGV063127
- Système universitaire de documentation: 167567225
- Virtual International Authority File: 276383645